# Abano (Quintana del Castillo)
Abano es una localidad del municipio leonés de Quintana del Castillo, en la Comunidad Autónoma de Castilla y León. El pueblo se encuentra en el valle del Río Tuerto, concretamente entre los regatos de la Viciella y de la Reguera. Se accede a la localidad a través de la carretera LE-451.
La iglesia está dedicada a san Juan Bautista.

## Localidades limítrofes
Confina con las siguientes localidades:
- Al norte con Quintana del Castillo y Castro de Cepeda.
- Al sureste con La Veguellina.
- Al sur con Sueros de Cepeda.
- Al suroeste con Donillas y Villameca.

## Demografía
Evolución de la población
| Gráfica de evolución demográfica de Abano entre 2000 y 2017        |
|                                                                    |
| Población de derecho (2000-2017) según el padrón municipal del INE |

## Historia
Así se describe a Abano en el tomo I del Diccionario geográfico-estadístico-histórico de España y sus posesiones de Ultramar, obra impulsada por Pascual Madoz a mediados del siglo XIX:

Lugar en la provincia de León (7 leguas), partido judicial y diócesis de Astorga (3 ½), del ayuntamiento de Sueros. Situado en un llano bastante sano; cuenta 19 casas; la iglesia parroquial se halla fuera del pueblo, cuyo curato es de 1.ª clase y se provee por el marqués de Astorga; hay además una ermita erigida en ayuda de parroquia propia del mayorazgo de Salazar y Ruit, y una escuela de primera educación pagada por los padres de los alumnos; a ella concurren 10 niños entre este pueblo, y los de la Veguellina y Castro, que se consideran como una sola población. El término de Abano es reducido; confina por N con Quintana, por E con Veguellina, por S con Sueros y por O con Villameca; a 200 varas del lugar existe una buena fuente de agua notable, y un cementerio rural en punto bien ventilado. El terreno es poco fértil; Producciones: centeno, patatas y pastos; cría ganado vacuno, lanar, cabrío y caballar. Población: 21 vecinos y 95 almas. Capital productivo, imponible y contribución (V. Sueros).
Diccionario geográfico-estadístico-histórico de España y sus posesiones de Ultramar